# Programa Internacional de Bacharelado Internacional
Programa Internacional de Bacharelado Internacional (PIBI) é um programa educacional de dois anos destinado principalmente a estudantes de 16 a 19 anos. O programa oferece uma qualificação internacionalmente aceita para ingresso no ensino superior e é reconhecido por muitas universidades em todo o mundo. Foi desenvolvido no início de meados da década de 1960 em Genebra, na Suíça, por um grupo de educadores internacionais. Após um programa piloto de seis anos encerrado em 1975, foi criado um diploma bilíngue. Administrado pela Bacharelado Internacional (BI), o PIBI é ministrado em escolas em mais de 140 países, em uma das três línguas: inglês, francês ou espanhol.